# Campagne de Port Hudson
 (juin 2022).
Si vous disposez d'ouvrages ou d'articles de référence ou si vous connaissez des sites web de qualité traitant du thème abordé ici, merci de compléter l'article en donnant les références utiles à sa vérifiabilité et en les liant à la section « Notes et références ».
Batailles
Campagne de Port Hudson
- Forts Jackson et St-Philip
- La Nouvelle-Orléans
- Baton Rouge
- 1re Donaldsonville
- Georgia Landing
- Plains Store
- Port Hudson

La campagne de Port Hudson, aussi appelée opérations de Farragut au Mississippi ou encore Campagne de la vallée du Mississippi désigne l'ensemble des opérations militaires menées plus ou moins directement par le commodore de l'Union David G. Farragut et par le département du Golfe contre le Mississippi inférieur dans les États de Louisiane et du Mississippi du 16 avril 1862 au 9 juillet 1863 durant la guerre de sécession. Cette expédition, combinée à la campagne de Vicksburg, permet de prendre le contrôle de la totalité de la vallée du Mississippi et ainsi de séparer la Confédération en deux.
Les opérations débutent le 16 avril avec la prise des forts Jackson et St-Philip par la flotte fédérale. L'Union continue ensuite son avancée, et s'empare de La Nouvelle-Orléans, la plus grande ville de la Confédération le 25 avril à l'aide de sa flotte, avant que les troupes du général Benjamin F.  Butler ne l'occupe. Parallèlement, le général Nathaniel P. Banks est victorieux dans ces opérations en Louisiane occidentale, dans la région de bayou Teche. Après s'être emparés d'une grande partie de la Louisiane dont la ville de Baton Rouge, le général Nathaniel P. Banks met le siège sur Port Hudson le 21 mai jusqu'au 9 juillet.
La campagne, souvent méconnue, est considérée comme la montée en puissance de l'amiral David Farragut, à la tête de l'US Navy. 

## Contexte
Jusqu'en avril 1862, les gouverneurs des États du Golfe du Mexique ont insisté pour maintenir un nombre important de leurs troupes d'État en garnison le long de la côte, l'intention étant d'empêcher l'ennemi d'utiliser le système fluvial pour pénétrer dans leurs États respectifs. Mais la puissance physique de la marine de l’Union s'est rapidement avérée trop lourde pour ces troupes. Sur la côte est, des opérations combinées de l'armée et de la marine avaient établi des débarquements en Caroline du Nord et du Sud, et sur la côte de la mer de Géorgie devant Savannah. Des débarquements avaient été effectués sur la côte du golfe de Floride et des canonnières de la marine américaine rôdaient dans les rivières viables le long de la côte de l'Alabama. Au même moment, le commodore David G. Farragut, commandant le West Gulf Blockading Squadron, rassemblait une armada de navires pour capturer la Nouvelle-Orléans, ville la plus peuplée de la Confédération mais peu protégée car loin des frontières avec le Nord.

## Forces en présence

### Union

#### Flotte de Farragut

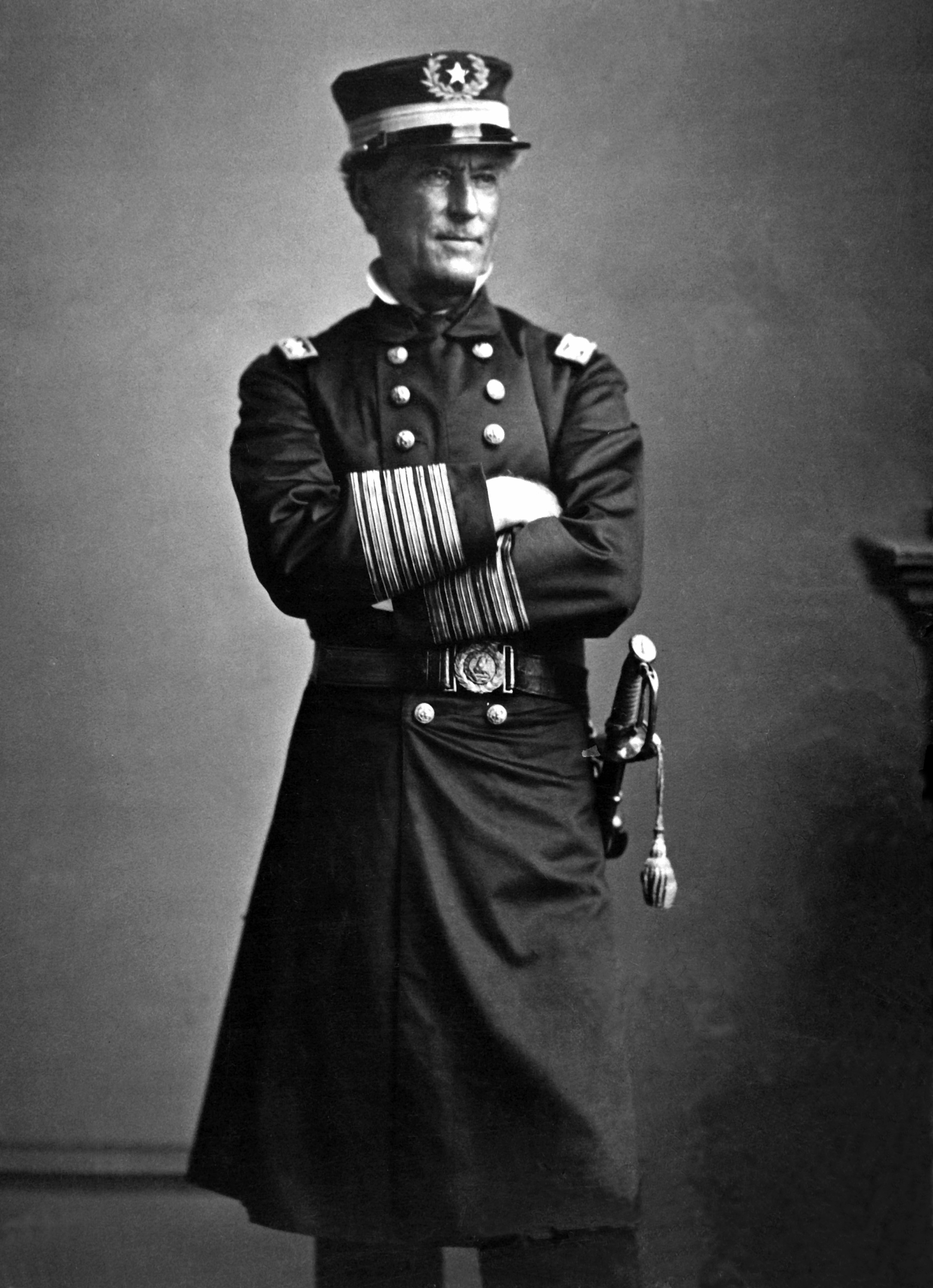
L'amiral David G. Farragut

La West Gulf Blockading Squadron était composée de dix navires de ligne transportant, combinés, 120 canons, ainsi qu'une flotte de bateaux de mortier, sous le commandement de David D. Porter, et sept bateaux à vapeur. Le tout était sous le commandement de l'amiral de l'US Navy David Farragut.

#### Département du Golfe
De ~2 500 hommes à ~40 000 hommes commandés par le Politic General Benjamin F. Butler puis par Nathaniel P. Banks.

## Combats

### Bataille des forts Jackson et St-Philip

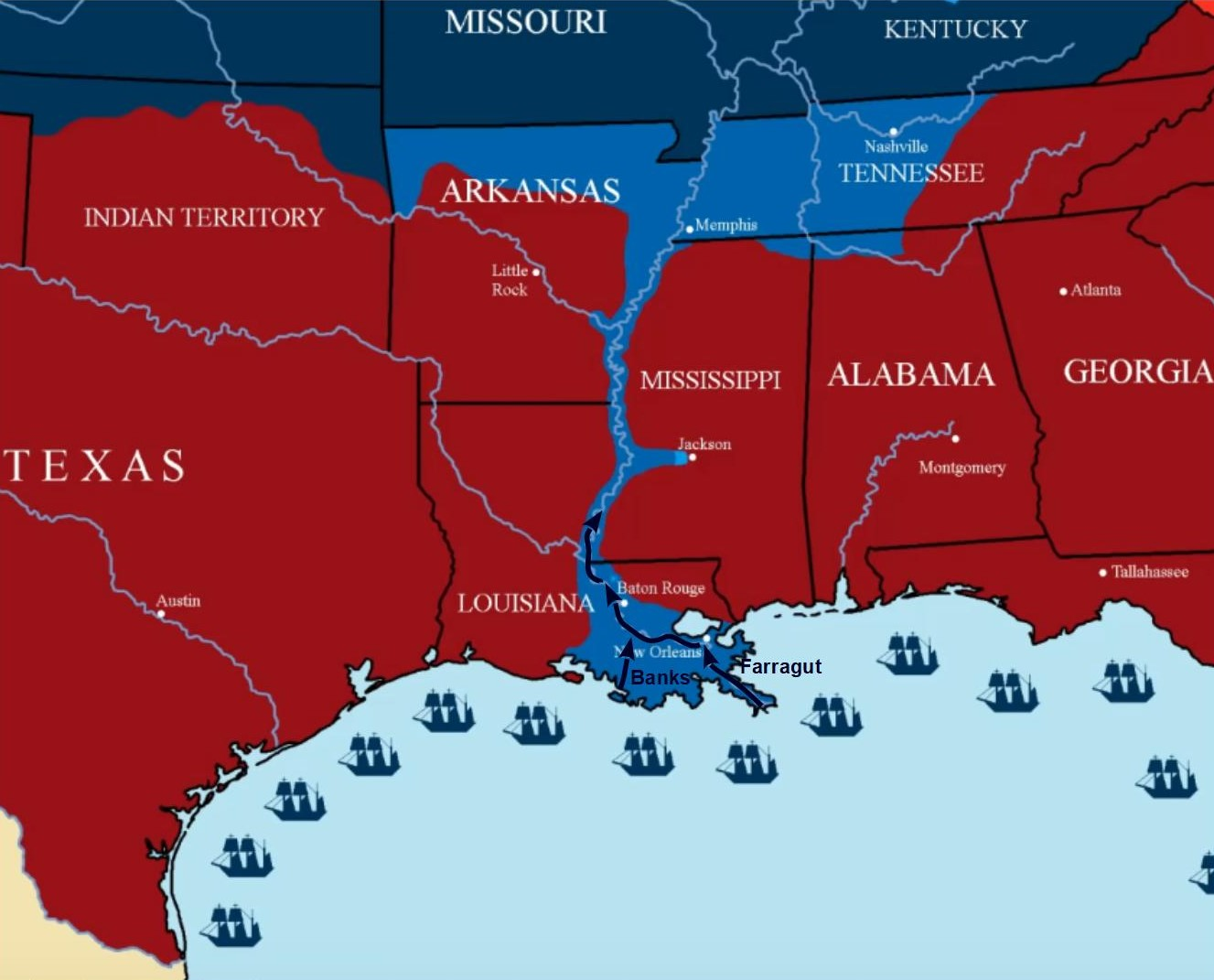
Carte des mouvements de l'Union dans la campagne du bas-Mississippi

Alors que la bataille de Shiloh se déroulait dans le Tennessee, la flotte de Farragut, composée de dix navires de ligne transportant, combinés, 120 canons, ainsi qu'une flotte de bateaux de mortier, sous le commandement de David D. Porter, et sept bateaux à vapeur, traversèrent la barre à l'embouchure du fleuve Mississippi et a navigué en amont vers les forts Jackson et St. Philip.

Les deux forts en étoiles confédérés étaient construits en maçonnerie, certains des murs ayant sept pieds d'épaisseur. L'armement se composait d'un total de 130 pièces de différents calibres montées en barbettes ou en vantail. Chacun des forts était en garnison avec environ 700 hommes. Du côté aval des forts, il y avait huit carcasses amarrées en ligne en travers de la rivière, avec de lourdes chaînes s'étendant de l'une à l'autre. Des radeaux de rondins étaient également amarrés dans le chenal. Le radeau était équipé pour servir de porte, s'ouvrant et se fermant selon les besoins des défenseurs. Outre les défenses terrestres, une flotte de remorqueurs lourds et de navires marchands avait été convertie en navires armés, et il y avait deux béliers revêtus de fer, le Manassas et le Louisiana. Le Louisiana, blindé avec suffisamment de force pour faire tourner n'importe quel obus que les navires de l'US Navy pouvaient lancer, transportait seize canons lourds et un équipage de 200 personnes. Cependant, il n'avait pas d'autopropulsion, les deux moteurs à vis conçus pour lui n'ayant pas été installés. En plus de ceux-ci, il y avait plusieurs canonnières et bateaux à vapeur dans la flotte confédérée. Le nombre total d'armes disponibles à partir de cette collection de navires était de 35.

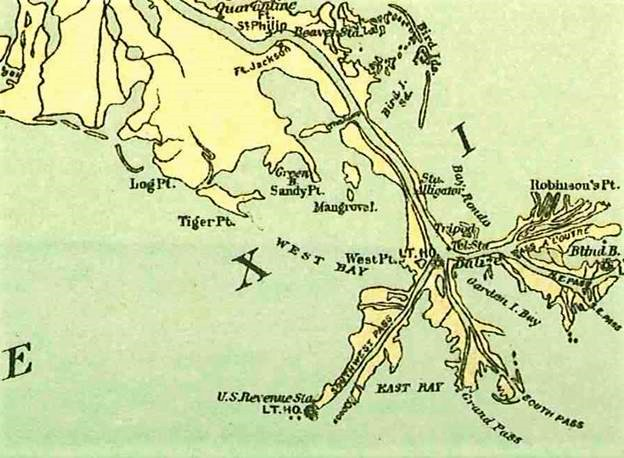
Cette embouchure fut le passage par lequel l'Union passa en 1862 pendant la guerre de sécession pour prendre le contrôle du fleuve Mississippi

Le bombardement a commencé le 16 avril contre le front de Fort Jackson. La flotte de mortier était accrochée dans le chenal ouest de la rivière, à une distance de 3 000 mètres et à un point complètement caché du fort par une épaisse végétation de bois. Des obus ont été lancés au rythme d'un toutes les cinq minutes de chacun des navires de l'Union, en tout 250 obus lancés toutes les heures, le bombardement a continué. Le bombardement s'est poursuivi pendant huit jours, envoyant environ 2 800 obus toutes les 24 heures, soit un total de 17 000. À la fin de cette période, les équipages de l'Union étaient épuisés, un navire avait coulé par ses coutures renversé par les commotions cérébrales, et les autres étaient tous gravement endommagés.
Le 23 avril, Farragut ordonna une tentative de passer les forts. À 2 heures du matin, la flotte de l'Union avance, les gros navires passant en premier : Hartford, Brooklyn, Richmond, Pensacola et Mississippi. Les vapeurs de mortiers devaient attaquer les batteries d'eau rebelles tandis que les gros navires passaient devant les forts. Brisant les obstacles de la chaîne, les navires ont subi le feu nourri des canons de Fort St. Philip et ont subi de nombreux dommages avant de pouvoir mettre leurs propres canons en action.

Au-dessus des forts, les canonnières rebelles ont été assemblées, et plusieurs d'entre elles sont entrées dans le chenal principal pour défier les navires de l'Union, mais ont été chassées par la puissance de feu supérieure de l'Union. La division de tête a remonté la rivière, engageant tout ce qui l'affrontait, passant. Un colonel confédéré à Fort Jackson, regardant la flotte de l'Union en action, est censé s'être exclamé à ses camarades : 
"Mieux vaut aller chercher des garçons de couverture, notre gâteau est tout en pâte ! La vieille marine a gagné !"
Au passage de la flotte, les navires subissaient de nombreux coups du fort Saint-Philip, mais une fois qu'ils étaient tous arrivés devant le fort en ligne et avaient tiré à l'unisson, les artilleurs rebelles ont été conduits à l'abri.
À peu près au même moment, un remorqueur rebelle a poussé un radeau en feu le long du Hartford ; le Hartford réagissant, a tourné sa barre pour l'éviter et s'est retrouvé échoué dans les hauts-fonds. Le radeau est venu contre son côté et le feu a couru dans les feuilles, mais l'équipage de Farragut a sorti le navire du haut-fond, a repoussé le radeau, éteint le feu et a continué vers la Nouvelle-Orléans.

### Bataille de La Nouvelle-Orléans

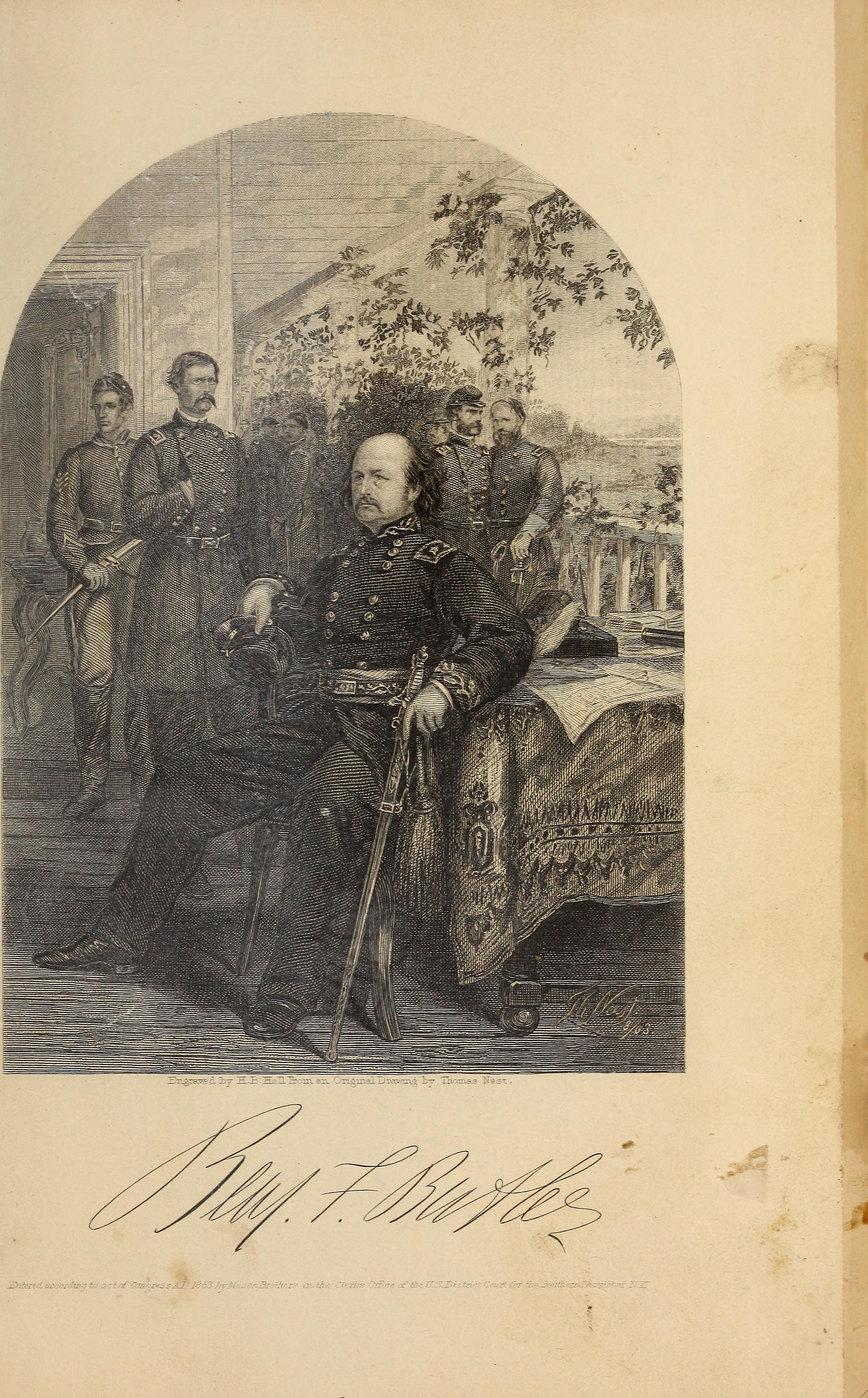
Major-général Benjamin F. Butler en 1862 par James Parton

Vers midi le 25 avril, Farragut est arrivé à la digue de la Nouvelle-Orléans alors que les troupes confédérées évacuaient l'endroit.
Lorsque Farragut est arrivé à la Nouvelle-Orléans, il a trouvé la digue de la ville en flammes. Des bateaux à vapeur flambaient dans les cales ; des balles de coton et des tas de charbon étaient un brasier éclairant le ciel d'une lueur criarde qui se reflétait sur les bâtiments de la ville. Lorsque les navires ont jeté l'ancre dans le chenal, des milliers de personnes ont envahi le rivage, criant de défi. Le peuple de la Nouvelle-Orléans ne s'est pas rebellé contre les soldats nordistes et ont au contraire presque sympathisé avec eux plus par intérêts commerciaux qu'autre chose. Quelques jours plus tard, le major-général Ben Butler arrive avec dix mille hommes pour garnir la ville. À la suite de cette victoire, Natchez (Mississippi), une ville dépendante de l'esclavage se rendit. Baton Rouge, capitale de la Louisiane, s'était également rendue.

### Bataille de Baton Rouge
La veille de la chute de la Nouvelle-Orléans, les sudistes avaient décidé d'évacuer Baton Rouge. Il décide finalement d'essayer de reprendre la capitale de l'État le 5 août 1862, sans succès.

### Siège de Port Hudson
De concert avec l'offensive contre Vicksburg d'Ulysses Simpson Grant, l'armée du Golfe de Nathaniel Prentice Banks se dirige vers la place-forte confédérée de Port Hudson, sur le fleuve Mississippi. Le 27 mai 1863, après que leurs assauts sont repoussés, les troupes de l'Union entament un siège qui dure 48 jours. Banks renouvelle son assaut le 14 juin, mais les défenseurs le repoussent à nouveau. Le 9 juillet 1863, après avoir été informée de la chute de Vicksburg, la garnison confédérée de Port Hudson capitule, laissant ainsi à l'Union la maîtrise de la navigation sur le Mississippi depuis sa source jusqu'à La Nouvelle-Orléans.

## Conséquences
Cette initiative de l'Union ouvrit un nouveau front dans la guerre civile et fut un vrai coup dur pour le moral des sudistes surtout à cause de la prise de la Nouvelle-Orléans. Elle eut des conséquences majeures dans la campagne de Vicksburg et dans le contrôle de la Louisiane. Ainsi, durant l'élection présidentielle de 1864, la Louisiane, pourtant sécessionniste, fut participante.